# Homoeomorphus nitidus
Homoeomorphus nitidus är en skalbaggsart som beskrevs av Roger Paul Dechambre och Ponchel 1999. Homoeomorphus nitidus ingår i släktet Homoeomorphus och familjen Dynastidae. Inga underarter finns listade i Catalogue of Life.